# Дніпро Т203
Дніпрó Т203 — 12-ти метровий низькопідлоговий тролейбус, який виготовляється на заводі МАЗ в Білорусі, з 2017 року комплектується (збирається) в Україні, на Південному машинобудівному заводі в місті Дніпрі.

## Опис
«Дніпро Т203» — міський  низькопідлоговий тролейбус з несучим кузовом вагонного компонування. Підвіска передніх коліс — незалежна пневматична, задніх — залежна, пневматична.
Тролейбус Дніпро Т203 має опцію автономного ходу до 20 км від літій-іонної батареї GMI на 100 А·год, при номінальній напрузі 550 В. Час зарядки від контактної мережі становить до 40 хвилин. Маса секції АКБ з 160 батарей — 576 кг. Тролейбус може комплектуватись системою кондиціонування як в кабіні водія, так і в салоні. Для зручності пасажирів на інвалідних візках наявна відкидна апарель, яка розташована на середніх дверях (відкидається лише вручну). 
Тролейбус також обладнаний інформаційною системою, зовнішнім сповіщувачем для осіб з вадами зору, пневматичними штанговловлювачами, 
Тяговий електродвигун з заявленою потужністю 180 кВт.

## Експлуатація
З 4 серпня 2017 року в місті Дніпро вперше розпочали роботу два тролейбуси моделі «Дніпро Т203» на маршруті № 14.
З 10 листопада 2017 почалися поставки семи нових тролейбусів «Дніпро Т203» в Краматорськ.
Наприкінці 2017 року нові тролейбуси «Дніпро Т203» отримало місто Рівне, з січня 2018 року працюють переважно на маршрутах № 11 і 12, які мають ділянки лінії без контактної мережі.
17 грудня 2018 року у Кропивницький почали надходити тролейбуси «Дніпро-Т203». Кількість машин в партії — 10 одиниць. Оснащені автономним ходом, пневматичними штанговловлювачами, кондиціонером кабіни. Експлуатація машин передбачається на новому маршруті, переважна частина якого неелектрифікована. Машини придбані за лізингові кошти.
6 квітня 2018 року до Чернівців надійшли два тролейбуса «Дніпро Т203», наступні два — 18 травня 2018 року.

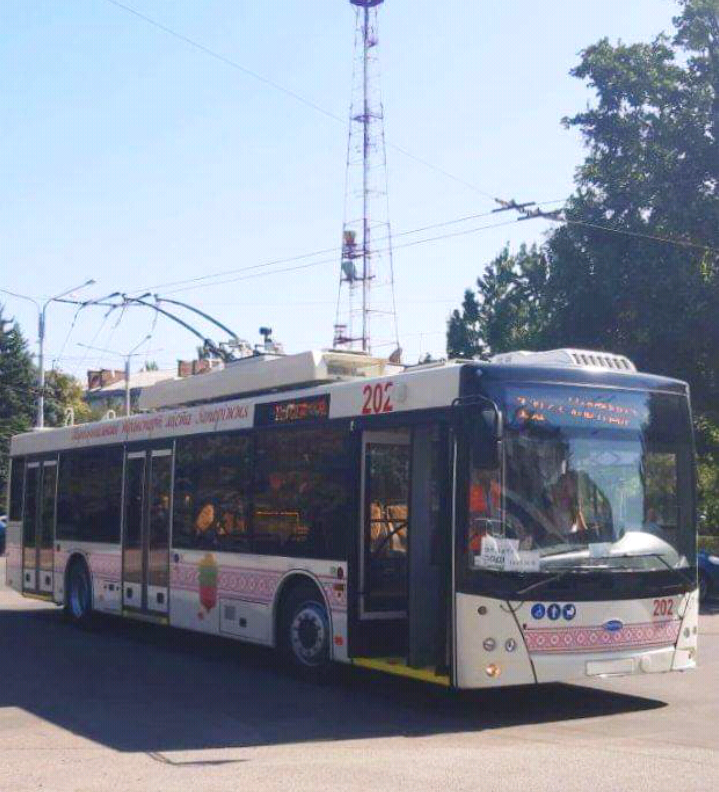
Дніпро Т203 в Запоріжжі

Впродовж 22—31 серпня 2019 року до тролейбусного парку № 2 міста Запоріжжя надійшли 5 низькопідлогових тролейбусів «Дніпро Т203».
22 жовтня 2019 року до Бахмута надійшов перший тролейбус «Дніпро Т203» (№ 302).
16—19 грудня 2019 року до Кривого Рогу надійшли перші 4 тролейбуси «Дніпро Т203» (№ 0001—0004) з 54-ти запланованих, які придбані за кошти ЄБРР. З 23 грудня 2019 року розпочали експлуатацію на маршруті № 20.
3 вересня 2020 року до КП «Слов'янське тролейбусне управління» вперше надійшли два тролейбуси «Дніпро Т203» (№ 401, 402), а 13 листопада 2020 року ще один тролейбус (№ 403). 14 листопада 2020 року відбувся запуск тролейбусного маршруту № 5Б (Залізничний вокзал — Мікрорайон «Хімік»), який обслуговують дані тролейбуси.
17 серпня 2021 року до Сіверськодонецька надійшов перший тролейбус Дніпро Т203 для створення міжміської лінії  Сіверськодонецьк — Лисичанськ.
11 вересня 2021 року у Миколаєві презентовані перші 10 тролейбусів Дніпро Т203 з сорока, які придбані у 2021 році за кредитом ЄБРР.
| Країна           | Міста  | Фото                                                      | Підприємства, що експлуатують    | Роки поставок | Кількість, шт.                                         | Бортові номери |
| ---------------- | ------ | --------------------------------------------------------- | -------------------------------- | ------------- | ------------------------------------------------------ | -------------- |
| Україна          |        |                                                           |                                  |               |                                                        |                |
| Кривий Ріг       |        | КП «Міський тролейбус»                                    | 2019—2020                        | 54            | 0001—0054                                              |                |
| Дніпро           |        | КП «Дніпровський електротранспорт» ДМР                    | 2017—2020                        | 47            | 1001, 1002, 1579—1584, 1591-1607, 2585—2590, 2608—2623 |                |
| Миколаїв         |        | КП «Миколаївелектротранс»                                 | 2021                             | 28            | 0001—0028                                              |                |
| Кропивницький    |        | КП «Електротранс»                                         | 2018—2020                        | 21            | 121—141                                                |                |
| Рівне            |        | КП «Рівнеелектроавтотранс» РМР                            | 2017—2020                        | 18            | 188–205                                                |                |
| Краматорськ      |        | КП «Краматорське трамвайно-тролейбусне управління» (КТТУ) | 2017—2019                        | 16            | 0210—0225                                              |                |
| Чернівці         |        | КП «Чернівецьке тролейбусне управління»                   | 2018—2019                        | 8             | 382—389                                                |                |
| Запоріжжя        |        | ЗКПЕТ «Запоріжелектротранс»                               | 2019                             | 5             | 201—205                                                |                |
| Бахмут           |        | КП «Бахмутелектротранс»                                   | 2019—2020                        | 4             | 302—305                                                |                |
| Слов'янськ       |        | КП «Слов'янське тролейбусне управління»                   | 2019—2020                        | 4             | 401—404                                                |                |
| Сіверськодонецьк |        | КП «Сіверськодонецьке тролейбусне управління»             | 2021                             | 3             | 301—303                                                |                |
| Молдова          | Бєльці |                                                           | Тролейбусне управління м. Бельці | 2021          | 11                                                     | 2024—2034      |
| Разом:           | Разом: | Разом:                                                    | Разом:                           | Разом:        | 219                                                    |                |